# Revolução de 1923
A Revolução de 1923 foi o movimento armado ocorrido no estado brasileiro do  Rio Grande do Sul, no ano de 1923, em que lutaram, de um lado, os partidários do presidente do Estado, Borges de Medeiros, conhecidos como Borgistas ou Ximangos, que usavam no pescoço um lenço branco, e de outro os revolucionários aliados de Joaquim Francisco de Assis Brasil, chamados Assisistas ou Maragatos, que usavam no pescoço um lenço vermelho.

## Antecedentes
Republicano e positivista, mas de viés bastante autoritário, Júlio Prates de Castilhos, o Patriarca,  como era chamado, governou o Rio Grande do Sul com mão de ferro, de 1891 até sua morte prematura, em 1903. Para se manter no poder, tomou duas providências: redigiu praticamente sozinho e fez aprovar uma Constituição autoritária e montou uma poderosa máquina política no Partido Republicano Rio-Grandense (PRR), com seus incontáveis chefes locais e seu séquito de agregados, presentes em mais de cem municípios do estado. Ao morrer, ficou claro que se fora o ditador, mas a ditadura republicana continuava viva.

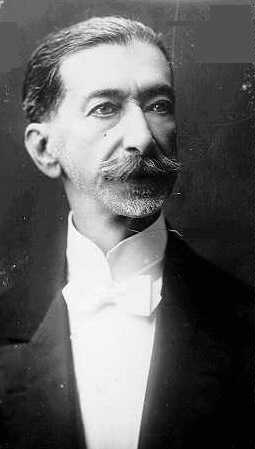
Borges de Medeiros.

Castilhos foi substituído na presidência do Estado por Borges de Medeiros, que seguiu adotando os mesmos métodos e que também tinha como objetivo perpetuar-se no poder. Em 1922, Borges resolve candidatar-se mais uma vez à presidência, e contava, como sempre, com a força do PRR, que não hesitava em apelar para a fraude e a violência para garantir a vitória.
Todavia, desta feita houve um fato novo: formou-se uma aliança entre vários segmentos da sociedade gaúcha, para estimular uma oposição organizada. O veterano político Assis Brasil desafia Borges na disputa nas urnas.
Divide-se assim o Rio Grande entre Borgistas ou Ximangos, numa alusão ao pseudônimo dado a Borges por Ramiro Barcelos, Antônio Chimango, e Assisistas ou Maragatos, como eram chamados os adeptos do Partido Federalista.
A campanha eleitoral ocorre sob um clima de repressão e violência. Opositores do governo são presos, espancados e até mortos. Locais de reunião dos Assisistas são fechados e depredados pela polícia Borgista.
Quando se anunciou o resultado das urnas, com a previsível vitória de Borges de Medeiros, a revolta foi geral. A comissão apuradora de votos, formada por pessoas fiéis ao governo, foi acusada de fraude eleitoral pela oposição. A disputa nas urnas transformou-se em disputa pelas armas. A oposição, liderada por Assis Brasil, aderiu à revolta armada para derrubar Borges de Medeiros, que toma posse para um novo mandato, em 25 de janeiro de 1923.
Setores importantes da sociedade gaúcha já andavam descontentes com o governo. A política econômica de Borges precipitara o estado numa crise financeira que contribuíra para descontentar tanto a elite estancieira, como boa parte do movimento operário e estudantil. No plano nacional, Borges se isolara ao fazer oposição à candidatura de Artur Bernardes, afinal eleito Presidente da República.

Em verdade, o ódio entre as facções era mais antigo. Vinha desde a Revolução Federalista de 1893, que ficou marcada pela prática da degola. Os sentimentos tiveram continuidade no conflito de 1923.

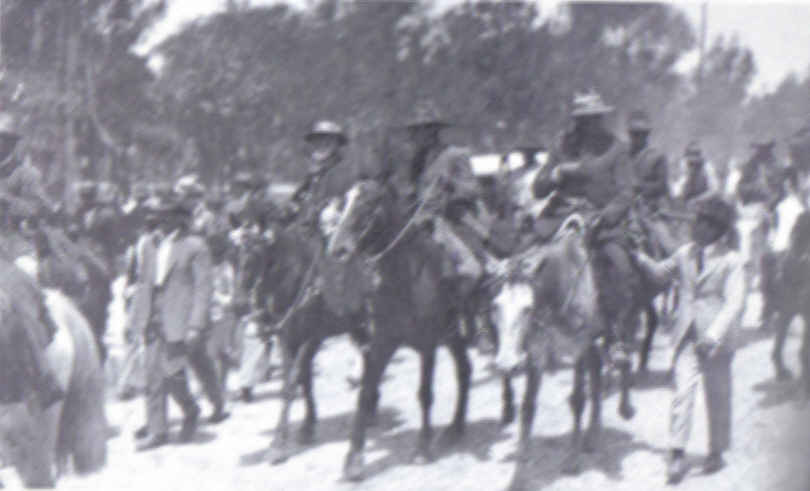
Zeca Netto e suas tropas ocupam Pelotas (fonte: Museu Histórico da Biblioteca Pública de Pelotas).

Os combates se iniciaram ao final de janeiro. As cidades de Passo Fundo e Palmeira das Missões foram atacadas pelos caudilhos maragatos vermelhos, de Mena Barreto e Leonel da Rocha, que encontraram forte resistência de ambos os lados, não havendo vitória.
A expectativa de Assis Brasil e seus aliados, ao partir para a luta armada, era a de que o Presidente da República Arthur Bernardes, que não nutria simpatias por Borges, decretasse intervenção federal no Rio Grande do Sul. Mas Borges, um político hábil, se aproximou de Bernardes e frustrou as expectativas de seus opositores.

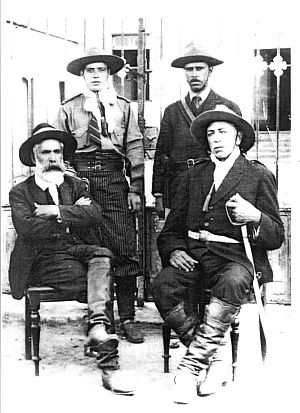
Zeca Netto sentado à esquerda.

Os Maragatos, que não estavam devidamente organizados para enfrentar as forças governistas, nem tinham objetivos militares definidos, ficaram confusos ao verem que a pretendida intervenção federal não viria. A continuidade da luta dependia das ações isoladas empreendidas por José Antônio Matos Neto, o Zeca Netto. Mas as operações militares ficavam restritas a regiões distantes de Porto Alegre e não conseguiram causar dano às forças dos Borgistas. Logo os maragatos começaram a se ressentir da falta de homens e de armas.
Para Assis Brasil e seus aliados mais lúcidos, ficou claro desde logo que não havia possibilidade de vitória militar; por isso, manifestaram disposição de negociar com o lado contrário.

## A Campanha de São Francisco de Assis e a ocupação de Pelotas
Em setembro de 1923, quando a Revolução já caminhava para seu declínio, pois os revolucionários já estavam quase sem munição e acossados pelas tropas governistas, não tendo como resistir, o general Honório Lemes resolveu, estrategicamente, passar o Rio Ibicuí, para a sua margem direita, nas imediações do local conhecido como Passo do Catarino, hoje Praia do Jacaquá, fugindo das tropas Borgistas, comandadas pelo general José Antônio Flores da Cunha. Após esta passagem, que ocorreu no dia 23 de setembro, Honório, com um grupo de mais ou menos 100 homens, ficou acampado na propriedade rural do companheiro maragato Henrique Gregório Einsfeldt Haigert, o “Nico Bonito”, pai de Paulino Cipriano Haigert, o Coronel Pimba, enquanto o restante, pouco mais de 250 homens, ficou sob o comando do Coronel Hortêncio Rodrigues e seguiu em direção à então vila de São Francisco de Assis. Estava chegando a hora de se travar o único combate da Revolução dentro de uma povoação do Rio Grande da época.
Na madrugada de 2 de outubro,  um maragato estava encilhando cavalos nos arredores do centro de São Francisco de Assis, quando foi atacado e morto por Borgistas, que haviam escavado uma trincheira naquele local. Foi a gota d’água. A cidade amanheceu cercada e um exército de aproximadamente 700 revolucionários atacou de forma suicida. Protegidos por sacos de areia colocados nas ruas que davam acesso à praça, 80 homens das tropas governistas resistiram abrindo fogo. Mesmo com várias baixas, a supremacia dos maragatos permitiu que a coluna continuasse avançando. Carlos Gomes percorria as trincheiras tentando animar os companheiros, quando foi atingido por vários tiros. “...o sangue espadanara por toda parte: manchando trincheiras, calçadas, portas, telhados das casas e o próprio salão da Intendência”, escreveu Flores da Cunha, governador do Estado, recordando sua passagem por São Francisco de Assis, um dia depois da peleja.
Zeca Netto, que se opunha a qualquer acordo com Borges, tentou uma última cartada. Imaginou que se atacasse e tomasse uma cidade importante poderia intimidar os Borgistas. Assim, em 29 de outubro, atacou Pelotas, então a maior cidade do interior gaúcho, de surpresa, ao alvorecer, mas a manteve sob seu controle por apenas seis horas, porque as hostes governistas conseguiram se rearticular e receber reforços. Na iminência de ser atacado por forças superiores, o velho caudilho de 72 anos de idade retirou suas tropas, sem ter havido batalha, como ocorreu em São Francisco de Assis.

## Tratado de paz
A partir deste episódio, os maragatos já não tinham condições de seguir lutando. Por iniciativa do governo federal, realizaram-se negociações comandadas pelo ministro da Guerra, general Fernando Setembrino de Carvalho, com a participação do senador João de Lira Tavares, representante do Congresso.
Em dezembro de 1923, pacificou-se a revolução no Pacto de Pedras Altas, no famoso castelo daquela localidade, residência de Assis Brasil. Pelo Acordo, Borges pôde permanecer até o final do mandato em 1928, mas a Constituição de 1891 foi reformada. Impediu-se o instituto das reeleições, a indicação de intendentes (prefeitos) e do vice-presidente do Estado.
O acordo foi importante para o Rio Grande do Sul, com profundas decorrências políticas. O sucessor de Borges no governo gaúcho foi Getúlio Vargas, lenço branco. Em 1930, a Frente Única Rio-grandense, sob sua liderança, assumiu o governo do país, na Revolução de 1930.
Segundo o historiador gaúcho Antônio Augusto Fagundes, a Revolução de 1923 “foi a última guerra gaúcha 'de feudos, do coronelismo gaúcho', fechando a trindade que se iniciara em 1835 e continuara em 1893”.
A Revolução de 1923 é narrada de forma romanceada por Erico Verissimo no livro O Arquipélago, terceira parte da trilogia O Tempo e o Vento.